# Naupaktos
Naupaktos, även känd som Lepanto, är en hamnstad vid norra kusten av Korintiska viken i Grekland.
Naupaktos var under antiken länge ett tvistefrö mellan akajer och etoler, de senare fick slutligen kontrollen över staden. Från antiken finns ett Poseidon-, ett Asklepios- och ett Dionysostempel.
Staden är även känd för slaget vid Lepanto, som utkämpades på vattnet utanför staden 1571.